# Dicée sanglant
Dicaeum sanguinolentum
Espèce
Statut de conservation UICN

 LC  : Préoccupation mineure
Le Dicée sanglant (Dicaeum sanguinolentum) est une espèce de passereau placée dans la famille des Dicaeidae.

## Répartition
Cet oiseau vit à Java et à travers les petites îles de la Sonde.

## Habitat
Il habite les forêts humides tropicales et subtropicales.

## Sous-espèces
Selon le Congrès ornithologique international :
- D. s. sanguinolentum — Temminck, 1829 : Java & Bali
- D. s. rhodopygiale — Rensch, 1928 : Florès
- D. s. wilhelminae — Büttikofer, 1892 : Sumba
- D. s. hanieli — Hellmayr, 1912 : Timor

## Galerie

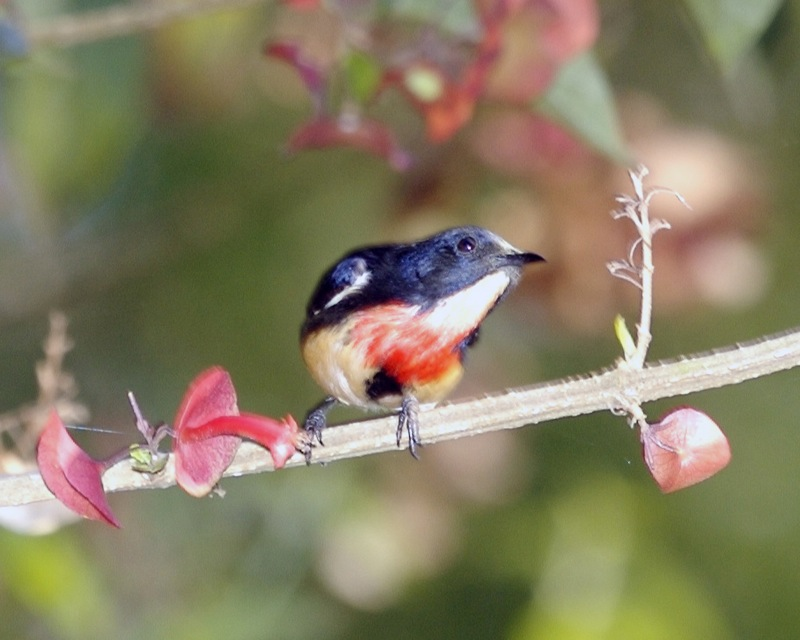
♂
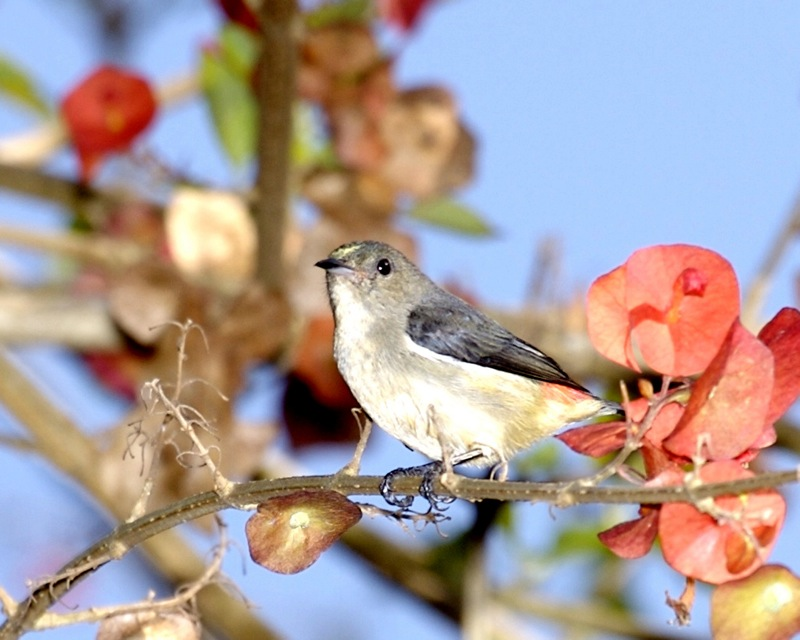
♀